# 周宪 (文学教授)
周宪 (1954年—)，南京大学人文社会科学教授，研究领域为美学、艺术理论、文学理论等，著有《艺术理论的文化逻辑》、《审美现代性批判》等书。中华人民共和国教育部2011年度“长江学者”特聘教授。